# Vojnegovac
Vojnegovac (en serbe cyrillique : Војнеговац) est un village de Serbie situé dans la municipalité de Pirot, district de Pirot. Au recensement de 2011, il comptait 217 habitants.

## Démographie
| 1948 | 1953 | 1961 | 1971 | 1981 | 1991 | 2002 | 2011 |
| ---- | ---- | ---- | ---- | ---- | ---- | ---- | ---- |
| 764  | 752  | 635  | 517  | 416  | 336  | 270  | 217  |

|  |